# Pro Juventute (Nederland)

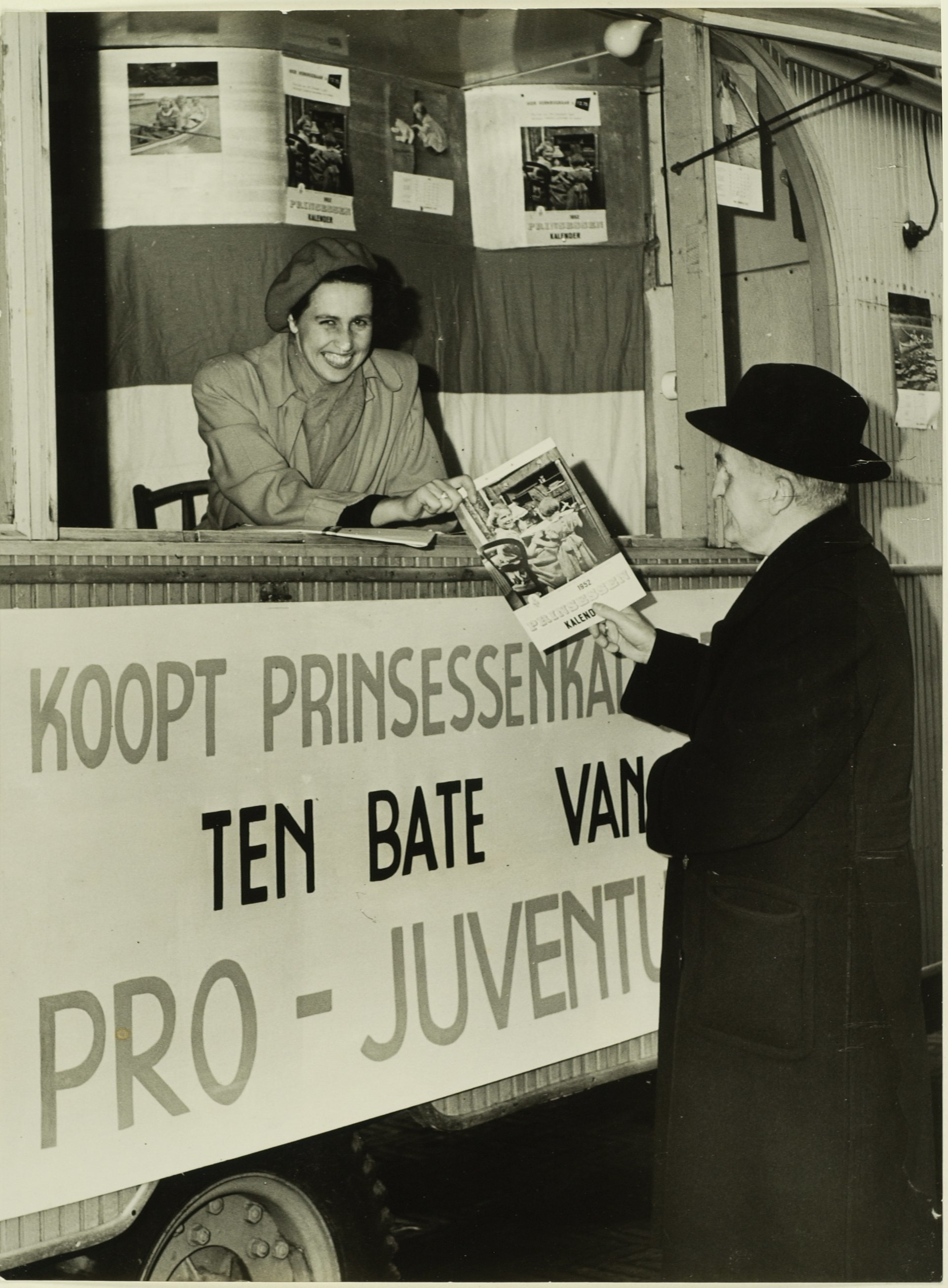
Verkoop van Prinsessenkalenders ten bate van Pro Juventute (1952)

Pro Juventute was de naam van een aantal Nederlandse verenigingen van particulieren, opgericht aan het eind van de negentiende eeuw, die zich inzetten voor bestrijding van jeugdcriminaliteit.
De verenigingen waren verenigd in het Nederlands Verbond der Verenigingen "Pro Juventute", de leden verleenden of subsidieerden rechtsbijstand aan jonge delinquenten en hun ouders.
Als zodanig zijn de Pro Juventuteverenigingen die zich bezighielden met voogdijzaken en vrijwillige ambulante jeugdzorg. De verenigingen zijn de voorlopers van de huidige bureaus Jeugdzorg.
Tegenwoordig wordt de naam Pro Juventute gebruikt door de Stichting Steunfonds Pro Juventute Nederland, die geld beschikbaar stelt voor kinderen en jongeren in problemen, en voor financiering van onderzoek. Veel geld werd tussen 1947 en 1992 opgehaald door de verkoop van de Oranjekalenders, met door het Koninklijk Huis exclusief beschikbaar gestelde foto's.

## Bron
- Website van Pro Juventute